# Головчинська сільська рада
Голо́вчинська сільська́ ра́да — адміністративно-територіальна одиниця та орган місцевого самоврядування в Заліщицькому районі Тернопільської області. Адміністративний центр — село Головчинці.

## Загальні відомості
Головчинська сільська рада утворена в 1989 році.
- Територія ради: 10,38 км²
- Населення ради: 725 осіб (станом на 2001 рік)
- Територією ради протікає річка Тупа

## Історія
с. Головчинці-1486 року, смт. Товсте-1982 року, с. Головчинці-1989 року.

## Населені пункти
Сільській раді були підпорядковані населені пункти:
- с. Головчинці
- с. Королівка

## Склад ради
Рада складалася з 15 депутатів та голови.
- Голова ради: Танчик Юрій Геронійович
- Секретар ради: Чубак Надія Тарасівна

### Керівний склад попередніх скликань
| Прізвище, ім'я, по батькові | Основні відомості                                                                     | Дата обрання | Дата звільнення |
| --------------------------- | ------------------------------------------------------------------------------------- | ------------ | --------------- |
| Кардинал Мирон Іванович     | Сільський голова, 1948 року народження, член Всеукраїнського об'єднання «Батьківщина» | 26.03.2006   | 31.10.2010      |
| Танчик Юрій Геронійович     | Сільський голова, 1965 року народження, освіта середня загальна, безпартійний         | 31.10.2010   |                 |

Примітка: таблиця складена за даними сайту Верховної Ради України

### Депутати
За результатами місцевих виборів 2010 року депутатами ради стали:

#### За суб'єктами висування
| Суб'єкт висування | Кількість обраних депутатів | %   |
| ----------------- | --------------------------- | --- |
| Самовисування     | 15                          | 100 |

#### За округами
| № округу | Прізвище, ім'я, по батькові      | Дата визнання обраним | Освіта             | Партійна приналежність                | Відомості про обраного депутата            |
| -------- | -------------------------------- | --------------------- | ------------------ | ------------------------------------- | ------------------------------------------ |
| 1        | Прийдун Богдан Славомирович      | 08.10.2012            | середня            | позапартійний                         | ПП НВАП «Ель-Гаучо», вагар                 |
| 2        | Маліцький Степан Ігорович        | 22.09.2013            | середня            | позапартійний                         | студент                                    |
| 3        | Городянський Михайло Казимирович | 01.11.2010            | середня спеціальна | позапартійний                         | ТзОВ «Дружба», робочий                     |
| 4        | Ковальський Олег Володимирович   | 01.11.2010            | середня спеціальна | позапартійний                         | студент                                    |
| 5        | Мороз Лариса Володимирівна       | 05.09.2011            | вища               | позапартійна                          | Головчинська сільська рада, в.о. секретаря |
| 6        | Турчак Михайло Іванович          | 22.09.2013            | вища               | позапартійний                         | студент                                    |
| 7        | Івасюк Андрій Ігорович           | 08.10.2012            | середня спеціальна | позапартійний                         | Борщівський агротехнічний коледж, студент  |
| 8        | Буряк Володимир Ярославович      | 01.11.2010            | середня спеціальна | позапартійний                         | студент                                    |
| 9        | Тупчан Петро Іванович            | 08.10.2012            | середня спеціальна | позапартійний                         | тимчасово не працює                        |
| 10       | Кислун Володимир Васильович      | 01.11.2010            | вища               | член Політичної партії «Наша Україна» | тимчасово не працює                        |
| 11       | Сасанчин Руслан Володимирович    | 22.09.2013            | вища               | позапартійний                         | безробітний                                |
| 12       | Петрас Василь Миколайович        | 01.11.2010            | середня спеціальна | позапартійний                         | РЕМ м. Заліщики, оператор ПК               |
| 13       | Танчик Василь Володимирович      | 01.11.2010            | вища               | член Політичної партії «Наша Україна» | тимчасово не працює                        |
| 14       | Данильчук Іван Петрович          | 01.11.2010            | середня спеціальна | член Політичної партії «Наша Україна» | Райавтодор, робочий                        |
| 15       | Прийдун Іван Іванович            | 01.11.2010            | середня спеціальна | позапартійний                         | пенсіонер                                  |